# Chucoa lanceolata
Chucoa lanceolata là một loài thực vật có hoa trong họ Cúc. Loài này được (H.Beltrán & Ferreyra) "G.Sancho, S.E.Freire & Katinas" mô tả khoa học đầu tiên năm 2005.